# RatzFatz
RatzFatz ist ein Tiroler Kindermusikduo, bestehend aus den Musikern Hermann (Schwaizer-)Riffeser alias „Ratz“ und Frajo Köhle alias „Fatz“.

## Beschreibung
Riffeser und Köhle studierten Gitarre und Musik- und Bewegungserziehung am Carl-Orff-Institut des Mozarteums in Salzburg. Bei Live-Auftritten als RatzFatzBänd lässt sich das Duo von weiteren zwei Musikern begleiten. Das Duo tritt mit seinem Programm „Musik zum Zuhören und Mitmachen“ auch außerhalb Österreichs auf, beispielsweise in der Darmstädter Centralstation., bei der KinderKulturBörse in der Pasinger Fabrik in München im Cortile – Theater im Hof in Bozen usw.
Insgesamt veröffentlichte RatzFatz seit 2000 fünf Alben auf CD, darunter ein Live-Album. Bei den Studioaufnahmen für die Alben-Songs ließ sich das Duo von verschiedenen Musikern musikalisch unterstützen: Klaus Falschlunger (Sitar), Christine Köhle (Blockflöte; Ehefrau von Frajo Köhle), Tabea Köhle (Gesang; Tochter von Frajo Köhle), Louis Goldblum (Schlagzeug), Bernhard Großlercher (Posaune), Gerhard Hacker Saxophon, Wolfgang Henn (Kontrabass), Bernhard und Wolfgang Hering, Stefan Laube (Klarinette), Barbara Müller (Violine), Bernhard Nolf (Trompete), Joachim Pedarnig (Bass), Herbert Pixner (Klarinette, Trompete, Gesang), Peter Riffeser (Violine, Bratsche), Stefan Schwarzenberger (Percussions; Solo), Kristian Tabakov (Oboe), Alexandra Thöni (Gesang), Florian Trenkwalder (Trompete), Jon Sass (Tuba), Gerald Walser (Schlagzeug, E-Bass, Ukulele, Gesang), Christian Wegscheider (Klavier) usw.
Gemeinsam mit dem Illustrator Hubert Flattinger, der die Albencovers teilweise mitgestaltete, gründete RatzFatz 2013 den gemeinnützigen Verein „Wir drehen ein Ding zusammen“.

## Diskografie
Alben:
- 2004: Schwarze Katz (Central Station Music; Gestaltung: Ines und Hubert Flattinger; Mastering Yogi Lang)
- 2006: G’sang und G’schwatz (Extraplatte; Gestaltung: Ines und Hubert Flattinger)
- 2010: Schrammeljatz (Extraplatte; Gestaltung: Ines und Hubert Flattinger und Weitere)
- 2012: Untere Schublade live (Extraplatte; Gestaltung: Ines und Hubert Flattinger)
- 2015: Im Großen und Ganzen … … kinderleicht! (Kukuruz records; Gestaltung: Ines und Hubert Flattinger; Mastering: Christoph Stickel)

Kompilationsbeiträge:
- 2001: Der Kuckuck und der Hai auf Tierlieder (Doppel-CD; PSST-Music)

## Auszeichnungen
- 2007: 1. Preis beim Deutschen Kinderliederpreis[9]
- 2011: Prädikat „Empfohlen vom Verband deutscher Musikschulen“ beim Medienpreis Leopold[10]